# Listă de localități din cantonul Zug
| Stema       | Numele comunei | Locuitori 31 decembrie 2008 | Suprafața in km² | Locuitori/ km² |
| ----------- | -------------- | --------------------------- | ---------------- | -------------- |
| Baar        | Baar           | 21'524                      | 24.8             | 868            |
| Cham        | Cham           | 14'259                      | 19.1             | 747            |
| Hünenberg   | Hünenberg      | 8301                        | 18.7             | 444            |
| Menzingen   | Menzingen      | 4369                        | 27.5             | 159            |
| Neuheim     | Neuheim        | 1970                        | 7.9              | 249            |
| Oberägeri   | Oberägeri      | 5356                        | 36.2             | 148            |
| Risch       | Risch          | 8702                        | 22.9             | 380            |
| Steinhausen | Steinhausen    | 8746                        | 5.1              | 1715           |
| Unterägeri  | Unterägeri     | 7894                        | 26.7             | 296            |
| Walchwil    | Walchwil       | 3485                        | 15.9             | 219            |
| Zug         | Zug            | 25'778                      | 33.8             | 763            |